# Måns Arvidsson Brandskiöld
Måns Arvidsson Brandskiöld, född 1607 och död 1673, var en svensk lantmätare och militär.
Måns Arvidssons arbete som lantmätare i Ingermanland på 1640-talet, ansåg så betydelsefullt, att han adlades för sina insatser. Han gick därefter i militär tjänst och deltog i Karl X Gustavs krig, men fick kort efter freden 1660 avsked.